# جولييت روش
جولييت روش (بالفرنسية: Juliette Roche)‏ هي كاتِبة ورسامة وشاعرة فرنسية، ولدت في 29 أغسطس 1884 في باريس في فرنسا، وتوفيت في 23 نوفمبر 1980.